# Auftrag Deutsches Reich
Auftrag Deutsches Reich je album njemačkog RAC sastava Stahlgewitter, realiziran 2006. godine.

## Popis pjesama
| Br. | Skladba                           | Trajanje |
| --- | --------------------------------- | -------- |
| 1.  | »Ach... (Intro)«                  | 0:24     |
| 2.  | »Bitter«                          | 3:42     |
| 3.  | »Ewiges Volk«                     | 0:31     |
| 4.  | »Auftrag Deutsches Reich«         | 6:15     |
| 5.  | »Paolo Redet Tacheles«            | 0:31     |
| 6.  | »Das System Hat Keine Fehler«     | 4:28     |
| 7.  | »Man Könnte Meinen«               | 3:46     |
| 8.  | »Tätervolk-City«                  | 6:13     |
| 9.  | »Schwarz, Rot, Gelb & Grün«       | 4:39     |
| 10. | »Du Glaubst«                      | 4:52     |
| 11. | »Auf Das Der Adler Wieder Fliegt« | 5:19     |
| 12. | »Ideale Haben Keinen Preis«       | 3:22     |
| 13. | »Ohne Sonne Braun«                | 3:20     |
| 14. | »Junkie«                          | 3:10     |
| 15. | »Unsere Fahne Ist Der Eid«        | 4:04     |
| 16. | »Für Uns«                         | 2:13     |
| 17. | »Deutsches Flaggenlied«           | 3:33     |
| 18. | »Ihr Müßt Euch Selbst Erlösen«    | 4:47     |
| 19. | »Immer Noch Im Dunkeln«           | 5:39     |

## Vanjske poveznice
- Stahlgewitter - Auftrag Deutsches Reich (2006) FULL ALBUM na YouTube
- Stahlgewitter - Auftrag Deutsches Reich na Discogs
- Stahlgewitter - Auftrag Deutsches Reich na Last.fm